# Бустон
Бустон (на таджикски: Бӯстон) е град в Таджикистан, разположен в Матчински район, Согдийска област. Населението на града през 2016 година е 14 100 души (по приблизителна оценка).

## Население
| Година | Население |
| ------ | --------- |
| 1989   | 12 178    |
| 2007   | 11 600    |
| 2010   | 12 100    |
| 2016   | 14 100    |